# Pedro Vite
Pedro Jeampierre Vite Uca, noto semplicemente come Pedro Vite (Babahoyo, 9 marzo 2002), è un calciatore ecuadoriano, attaccante del Vancouver Whitecaps.

## Caratteristiche tecniche
È una seconda punta.

## Carriera

### Club
Cresciuto nel settore giovanile dell'Independiente del Valle, nel 2020 viene impiegato nella squadra filiale dell'Indep. Juniors nella seconda divisione ecuadoriana. La stagione seguente viene promosso in prima squadra con cui debutta il 21 febbraio 2021 in occasione del match di Primera Categoría Serie A perso 2-0 contro l'Orense; realizza la sua prima rete il match seguente, perso per 3-1 contro il Macará.

### Nazionale
Nel 2019 con la selezione Under-17 ecuadoriana prende parte al campionato sudamericano ed al campionato mondiale di categoria, dove raggiunge gli ottavi di finale.
Fa il suo esordio in nazionale maggiore il 20 giugno 2023 nella gara amichevole vinta 3-1 contro la Costa Rica, segnando anche un gol.

## Statistiche
Statistiche aggiornate al 13 aprile 2025.

### Presenze e reti nei club
| Stagione                   | Squadra                    | Campionato                 | Campionato | Campionato | Coppe nazionali | Coppe nazionali | Coppe nazionali | Coppe continentali | Coppe continentali | Coppe continentali | Altre coppe | Altre coppe | Altre coppe | Totale | Totale | Totale |
| Stagione                   | Squadra                    | Comp                       | Pres       | Reti       | Comp            | Pres            | Reti            | Comp               | Pres               | Reti               | Comp        | Pres        | Reti        | Pres   | Reti   |        |
| -------------------------- | -------------------------- | -------------------------- | ---------- | ---------- | --------------- | --------------- | --------------- | ------------------ | ------------------ | ------------------ | ----------- | ----------- | ----------- | ------ | ------ | ------ |
| 2021                       | Independiente del Valle    | A                          | 14         | 2          | -               | -               | -               | CL                 | 10                 | 1                  | SE          | 1           | 0           | 25     | 3      |        |
| 2022                       | Vancouver Whitecaps        | MLS                        | 24         | 2          | CC              | 1               | 0               | -                  | -                  | -                  | -           | -           | -           | 25     | 2      |        |
| 2023                       | Vancouver Whitecaps        | MLS                        | 34+2       | 4          | CC              | 3               | 0               | CCL                | 4                  | 1                  | LC          | 2           | 1           | 45     | 6      |        |
| 2024                       | Vancouver Whitecaps        | MLS                        | 28+3       | 1          | CC              | 5               | 0               | CCC                | 2                  | 0                  | LC          | 3           | 1           | 41     | 2      |        |
| 2025                       | Vancouver Whitecaps        | MLS                        | 11         | 3          | CC              | 0               | 0               | CCC                | 8                  | 1                  | -           | -           | -           | 19     | 4      |        |
| Totale Vancouver Whitecaps | Totale Vancouver Whitecaps | Totale Vancouver Whitecaps | 97+5       | 10         |                 | 9               | 0               |                    | 14                 | 2                  |             | 5           | 2           | 130    | 14     |        |
| Totale carriera            | Totale carriera            | Totale carriera            | 116        | 12         |                 | 9               | 0               |                    | 24                 | 3                  |             | 6           | 2           | 155    | 17     |        |

### Cronologia presenze e reti in nazionale
| Cronologia completa delle presenze e delle reti in nazionale ― Ecuador | Cronologia completa delle presenze e delle reti in nazionale ― Ecuador | Cronologia completa delle presenze e delle reti in nazionale ― Ecuador | Cronologia completa delle presenze e delle reti in nazionale ― Ecuador | Cronologia completa delle presenze e delle reti in nazionale ― Ecuador | Cronologia completa delle presenze e delle reti in nazionale ― Ecuador | Cronologia completa delle presenze e delle reti in nazionale ― Ecuador | Cronologia completa delle presenze e delle reti in nazionale ― Ecuador |
| Data                                                                   | Città                                                                  | In casa                                                                | Risultato                                                              | Ospiti                                                                 | Competizione                                                           | Reti                                                                   | Note                                                                   |
| ---------------------------------------------------------------------- | ---------------------------------------------------------------------- | ---------------------------------------------------------------------- | ---------------------------------------------------------------------- | ---------------------------------------------------------------------- | ---------------------------------------------------------------------- | ---------------------------------------------------------------------- | ---------------------------------------------------------------------- |
| 20-6-2023                                                              | Chester                                                                | Ecuador                                                                | 3 – 1                                                                  | Costa Rica                                                             | Amichevole                                                             | 1                                                                      | 67’                                                                    |
| 10-9-2024                                                              | Quito                                                                  | Ecuador                                                                | 1 – 0                                                                  | Perù                                                                   | Qual. Mondiali 2026                                                    | -                                                                      | 58’                                                                    |
| 14-11-2024                                                             | Guayaquil                                                              | Ecuador                                                                | 4 – 0                                                                  | Bolivia                                                                | Qual. Mondiali 2026                                                    | -                                                                      |                                                                        |
| 19-11-2024                                                             | Barranquilla                                                           | Colombia                                                               | 0 – 1                                                                  | Ecuador                                                                | Qual. Mondiali 2026                                                    | -                                                                      | 46’                                                                    |
| 21-3-2025                                                              | Quito                                                                  | Ecuador                                                                | 2 – 1                                                                  | Venezuela                                                              | Qual. Mondiali 2026                                                    | -                                                                      | 90+3’                                                                  |
| 25-3-2025                                                              | Santiago del Cile                                                      | Cile                                                                   | 0 – 0                                                                  | Ecuador                                                                | Qual. Mondiali 2026                                                    | -                                                                      |                                                                        |
| 5-6-2025                                                               | Guayaquil                                                              | Ecuador                                                                | 0 – 0                                                                  | Brasile                                                                | Qual. Mondiali 2026                                                    | -                                                                      |                                                                        |
| 10-6-2025                                                              | Lima                                                                   | Perù                                                                   | 0 – 0                                                                  | Ecuador                                                                | Qual. Mondiali 2026                                                    | -                                                                      | 81’                                                                    |
| Totale                                                                 |                                                                        | Presenze                                                               | 8                                                                      |                                                                        | Reti                                                                   | 1                                                                      |                                                                        |

## Palmarès

### Competizioni nazionali
- Canadian Championship: 3

Vancouver Whitecaps: 2022, 2023, 2024